# Гіперіон (дерево)
41°12′18″ пн. ш. 124°00′56″ зх. д. / 41.204911111111° пн. ш. 124.01556111111° зх. д.
Гіперіон (англ. Hyperion) — екземпляр Секвої вічнозеленої (Sequoia sempervirens), що росте в національному парку «Редвуд» в північній Каліфорнії, США. Є найвищим деревом на Землі. Висота дерева — 115,7 м.

## Опис

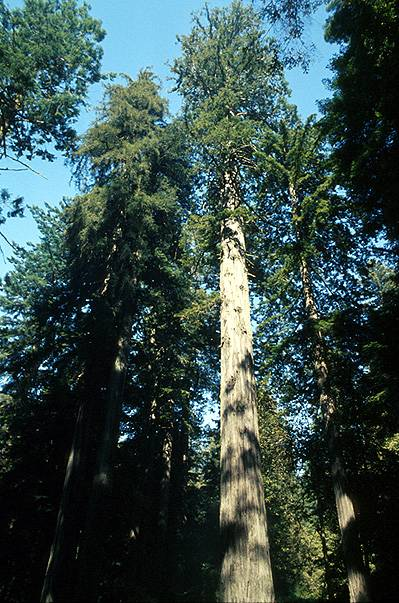
Секвоя, що росте в національному парку «Редвуд» в північній Каліфорнії, США.

Гігантське дерево було виявлено влітку 2006 року натуралістами Крісом Аткінсом (англ. Chris Atkins) і Майклом Тейлором (англ. Michael Taylor) в національному парку "Редвуд ". Висота Гіперіона (так було названо дерево) становила 115,5 метрів (379,1 футів), діаметр на рівні грудей (1,4 м) — більше 4,84 метрів (15,88 футів). Дерево було знайдено у віддаленій частині національного парку, купленого федеральним урядом адміністрації Джиммі Картера в 1978 році.
Точне місце розташування Гіперіона було вирішено не публікувати, щоб потенційний туристичний потік не зруйнував екосистему, в якій століттями жило це гігантське дерево. Загальний обсяг деревини Гіперіона становить 502 м³, а передбачуваний вік — 700—800 років. В даний момент висота дерева коливається між 115,6 м і 115,7 м.
На думку дослідників, подальшому зростанню дерева завадили дятли, які пошкодили стовбур Гіперіона на самій його вершині. Після 2017 року більш швидкозростаючий Геліос (його щорічний приріст становить 20 дюймів) може перевершити Гіперіон (10 дюймів на рік). Зараз різниця між ними становить 1,2 метра (4 фути).
Назване це дерево, мабуть, на честь першої частини фантастичної тетралогії Дена Сіммонса, частина дії якої відбувається в лісі гігантських секвой. Але не менш ймовірно, що дерево, так само як деякі інші гігантські секвої, отримало ім'я на честь персонажа давньогрецького міфологічного епосу — титана Гіперіона

## Розташування невідомо
Точне місце розташування Гіперіона ретельно приховується: паломництво туристів може порушити тендітну екосистему його життя. Дерево має пошкодження верхівки: дослідники вважають, що їх завдали дятли. І саме з цієї причини зростання секвої сповільнилося, і його вже наздоганяє інший гігант під ім'ям Геліос, висота якого 114 метрів 58 сантиметрів. При всьому цьому всього лише шість років тому різниця між ними була колосальною — 1,2 метра.

## Скільки років велетню
Вік Гіперіона близько 700—800 років. А взагалі, середня тривалість життя секвої — близько 4 тисяч років. Це не тільки одні з найбільших організмів на землі, але й одні з найбільш довгоіснуючих, їх відносять до «живих викопних». Розкопки показують, що дерева росли вже в юрському періоді, а в їх тіні любили жити динозаври.

## Родина Секвоя
З висотою 115.61 метра Hyperion — це знахідка природи, яку вважають найвищою живою істотою у світі. Цей екземпляр співіснує з іншими гігантами у Національному парку Редвуд, на зелених просторах якого багато дерев родини секвої. Багато з них сягають великих висот, але Гіперіон наразі — найвищий з усіх.
Як і решта секвой, це дерево вподобує глибокі і прохолодні ґрунти. Хоча він має велику силу пристосовуватися до різних температур, він погано переносить морози. Окрім висоти дерев, сім'я Секвоя виділяється своїм довголіттям, а також швидкістю розвитку. Середнє дерево може рости на 1,8 метра на рік у віці від чотирьох до десяти років.

## Чудовий Гіперіон
У тому ж Каліфорнійському національному парку живе дерево, охрещене як Гіперіон, який був виявлений парою туристів. Воно належить до виду Секвоя вічнозелена (Sequoia sempervirens) і має висоту 115,61 метра, що робить його найвищим деревом у світі.
Це вічнозелене дерево, яке може досягати в середньому висоти 100 метрів і має пірамідальну форму. Листя залишаються протягом року жорсткі та гострі. Вони темно-зелені з верхньої сторони і білі з нижньої сторони, дуже тверді і ланцетні. Дерево також відзначається  густою і темною деревиною. Стовбур  може досягати до 5 метрів у діаметрі і вона має неправильну кору, яка відшаровується, виявляючи більш червонувату деревину. Дослідження підрахували, що дерево має близько 526.69 кубічних метрів деревини.

## Найвище дерево в світі
До цього моменту книгою рекордів зафіксований кращий представник під назвою гігант стратосфери. Його довжина 112 метрів і 70 сантиметрів. А після лазерних замірів з'ясувалося, що є ще три дерева, які перевершують описаного вище. Найвищим деревом визнаний екземпляр завдовжки понад 115 метрів під назвою Гіперіон. Друге місце зайняло дерево довжиною 114 метрів 69 сантиметрів іменоване Геліос. А третім став Ікар, він доріс до 113 метрів 14 сантиметрів. Але для присвоєння офіційного статусу книгою рекордів всі дерева повинні бути виміряні спеціальної мотузкою, спущеною з верхівки дерева. Всі ці гіганти розташувалися в штаті Каліфорнія. Вони живі і продовжують рости в рік, додаючи в середньому по 25 сантиметрів. За даними вчених їх можливості для зростання не вичерпали себе. Критична довжина дерев розташовується на позначці в 130 метрів над землею. Далі почнуться проблеми з харчуванням клітин водою через земне тяжіння. Хоча відомі випадки, коли описувалися дерева, розміри яких досягали і 155 метрів.
Інформація про такі дерева надійшла з берегів Австралійського континенту ще в 19 столітті. Це був представник чудових дерев — евкаліпт. Але що з ним стало потім, і чому нинішні представники цієї породи дерев не досягають таких розмірів, на разі не відомо. Що дає ґрунт для подальших роздумів і наукових досліджень.

## Гігант стратосфери
За десять років дерево виростає майже на 1 м
Ця секвоя була знайдена 2000 року (місцезнаходження — Каліфорнія, національний парк Гумбольдта) і протягом кількох років вважалася лідером по висоті серед всіх рослин в світі, до тих пір, поки лісники і дослідники не виявили Ікар, Геліос і Гіперіон. Гігант Стратосфери також продовжує рости — якщо в 2000 році його висота дорівнювала 112, 34 м, а в 2010 — вже 113, 11 м.